# Служба безопасности президента Российской Федерации
Служба безопасности президента Российской Федерации (СБП) — подразделение ФСО России, осуществляющее функции физической охраны президента Российской Федерации.

## История
Служба безопасности президента РСФСР образована Указом Президента РСФСР от 19 июля 1991 г. № 13. 
Бывший сотрудник Службы безопасности президента Российской Федерации Денис Храмцов вспоминал об основанном в ноябре 1993 года Центре специального назначения Службы безопасности президента: «центр нацеливался на выполнение буквально любых задач — в нём было всё: начиная от водолазных подразделений и заканчивая парашютно-десантными, предусматривались подрывники, снайперы… Это был аналог расформированного в то время подразделения „Вымпел“ и в какой-то мере альтернатива группе „Альфа“», его создание Храмцов связывает с тем, что «знаменитые группы во время событий 1993 года отказались подчиниться приказу. Стало понятно, что в определённых ситуациях нужны более доверенные структуры. Вот Коржаков и убедил Ельцина, что необходимо создать аналогичные подразделения. Они должны были выполнять приказы непосредственно Б. Н. Ельцина».
В конце 1994 года в составе СБП были созданы отделы «К» и «П», занимавшиеся расследованием коррупции в кремлёвской администрации и в Правительстве соответственно.
Указом Президента Российской Федерации от 28 июля 1995 г. № 773 постановлено считать Службу безопасности президента Российской Федерации государственным органом в составе Администрации президента Российской Федерации.
Указом Президента Российской Федерации от 20 июня 1996 г. № 964 исполнение обязанностей начальника Службы безопасности президента Российской Федерации возложено на руководителя Федеральной службы охраны Российской Федерации Юрия Крапивина.
Указом Президента Российской Федерации от 2 июля 1996 г. № 1013 Служба безопасности президента Российской Федерации включена в состав Федеральной службы охраны Российской Федерации.
В 1996 году расформирована. Восстановлена как структурная единица ФСО России в апреле 2001 года. Функции этой службы соответствуют федеральному закону «О государственной охране». В её компетенцию входит обеспечение безопасности главы государства и его семьи.

## Руководители
Руководителем службы является начальник Службы безопасности президента Российской Федерации. Одновременно он является заместителем директора федеральной службы охраны Российской Федерации.
- Александр Васильевич Коржаков (3 сентября 1991 — 20 июня 1996);
- Юрий Васильевич Крапивин (и. о., 20 июня — август 1996);
- Анатолий Иванович Кузнецов (август 1996—2000);
- Виктор Васильевич Золотов (7 мая 2000 — 14 сентября 2013);
- Олег Атеистович Климентьев (18 сентября 2013 — июнь 2015);
- Дмитрий Викторович Кочнев (30 июня 2015 — 26 мая 2016);
- Алексей Александрович Рубежной (с 28 июня 2016)